# Copa AFF
A Copa AFF conhecida atualmente por motivos de patrocínio como AFF Mitsubishi Electric Cup (também conhecida como Copa do Sudeste Asiático ou Campeonato da ASEAN) é uma competição bianual de futebol realizada pela Federação de Futebol da ASEAN (AFF em inglês), disputada pelos países do sudeste asiático.
ASEAN é a abreviação em inglês para Association of Southeast Asian Nations (Associação de Nações do Sudeste Asiático em português).

## História
Foi fundada com o nome de Copa Tiger depois que um fabricante de cerveja de Singapura, criador da cerveja Tiger, ter patrocinado a competição em sua edição inaugural de 1996. O patrocínio durou até a edição de 2004. A competição foi renomeada de Campeonato da ASEAN na edição de 2007 por causa do término do contrato com o patrocinador. A partir de 2008, a empresa japonesa Suzuki comprou os direitos do nome da competição que passou a ser chamada de Copa AFF Suzuki.
Desde que foi inaugurada, a competição foi ganha três vezes por Singapura e  Tailândia, enquanto  Malásia e Vietnã ganharam uma vez cada.

## Campeões
| 1996 Detalhes | Singapura             | Tailândia                         | 1–0                            | Malásia   | Vietnã    | 3–2                            | Indonésia |
| 1998 Detalhes | Vietname              | Singapura                         | 1–0                            | Vietnã    | Indonésia | 3–3 Tempo extra (5-4) Pênaltis | Tailândia |
| 2000 Detalhes | Tailândia             | Tailândia                         | 4–1                            | Indonésia | Malásia   | 3–0                            | Vietnã    |
| 2002 Detalhes | Indonésia · Singapura | Tailândia                         | 2–2 Tempo extra (4–2) Pênaltis | Indonésia | Vietnã    | 2–1                            | Malásia   |
| 2004 Detalhes | Malásia · Vietname    | Singapura                         | 3–1 2–1                        | Indonésia | Malásia   | 2–1                            | Myanmar   |
| 2004 Detalhes | Malásia · Vietname    | Ganhou por 5–2 no placar agregado |                                |           | Malásia   | 2–1                            | Myanmar   |

Desde a edição de 2007, não há partida para disputa do terceiro. Assim, não houve o terceiro lugar oficial e quarto lugar sendo premiados. Os semifinalistas estão listados em ordem alfabética
| 2007 Detalhes | Singapura · Tailândia | Singapura                         | 2–1 1–1 | Tailândia | Malásia   | Vietnã    |
| 2007 Detalhes | Singapura · Tailândia | Ganhou por 3–2 no placar agregado |         |           | Malásia   | Vietnã    |
| 2008 Detalhes | Indonésia · Tailândia | Vietnã                            | 2–1 1–1 | Tailândia | Indonésia | Singapura |
| 2008 Detalhes | Indonésia · Tailândia | Ganhou por 3–2 no placar agregado |         |           | Indonésia | Singapura |
| 2010 Detalhes | Indonésia · Vietname  | Malásia                           | 3–0 1–2 | Indonésia | Filipinas | Vietnã    |
| 2010 Detalhes | Indonésia · Vietname  | Ganhou por 4–2 no placar agregado |         |           | Filipinas | Vietnã    |
| 2012 Detalhes | Malásia · Tailândia   | Singapura                         | 3–1 0–1 | Tailândia | Malásia   | Filipinas |
| 2012 Detalhes | Malásia · Tailândia   | Ganhou por 3–2 no placar agregado |         |           | Malásia   | Filipinas |
| 2014 Detalhes | Singapura · Vietname  | Tailândia                         | 2–0 2–3 | Malásia   | Filipinas | Vietnã    |
| 2014 Detalhes | Singapura · Vietname  | Ganhou por 4–3 no placar agregado |         |           | Filipinas | Vietnã    |
| 2016 Detalhes | Myanmar · Filipinas   | Tailândia                         | 1–2 2–0 | Indonésia | Myanmar   | Vietnã    |
| 2016 Detalhes | Myanmar · Filipinas   | Ganhou por 3–2 no placar agregado |         |           | Myanmar   | Vietnã    |

A partir de 2018, não haverá mais sede fixa para a competição, em vez disso, o torneio será jogado em jogos de ida e volta na casa de cada participante. Em 2020 teve a Cingapura como sede por não ter muitos casos da covid-19. Em 2020 os 2 finalistas não  poderem usar as bandeiras de seus países.
| Ano  | Final     | Final   | Final         | Semi-Final      | Semi-Final      |
| Ano  | Campeão   | Placar  | Segundo Lugar | Semi-finalistas | Semi-finalistas |
| ---- | --------- | ------- | ------------- | --------------- | --------------- |
| 2018 | Vietnã    | 2–2 1–0 | Malásia       | Filipinas       | Tailândia       |
| 2020 | Tailândia | 4-0 2-2 | Indonésia     | Singapura       | Vietnã          |
| 2022 | Tailândia | 2-2 1-0 | Vietnã        | Malásia         | Indonésia       |
| 2024 | Vietnã    | 2-1 3-2 | Tailândia     | Singapura       | Filipinas       |

## Performance por seleção
| Seleção     | 1996 | 1998 | 2000 | 2002 | 2004 | 2007 | 2008 | 2010 | 2012 | 2014 | 2016 | 2018 |
| ----------- | ---- | ---- | ---- | ---- | ---- | ---- | ---- | ---- | ---- | ---- | ---- | ---- |
| Austrália   | NP   | NP   | NP   | NP   | NP   | NP   | NP   | NP   | NP   | NP   | NSC  | NP   |
| Brunei      | FS   | NSC  | NP   | NP   | NP   | NSC  | NSC  | NP   | NSC  | NSC  | NSC  | NSC  |
| Camboja     | FS   | NSC  | FS   | FS   | GS   | NSC  | FS   | NSC  | NSC  | NSC  | FS   | FS   |
| Indonésia   | 4º   | 3º   | 2º   | 2º   | 2º   | FS   | SF   | 2º   | FS   | FS   | 2º   | FS   |
| Laos        | FS   | FS   | FS   | FS   | FS   | FS   | FS   | FS   | FS   | FS   | NSC  | FS   |
| Malásia     | 2º   | FS   | 3º   | 4º   | 3º   | SF   | FS   | 1º   | SF   | 2º   | FS   | 2º   |
| Myanmar     | FS   | FS   | FS   | FS   | 4º   | FS   | FS   | FS   | FS   | SF   | SF   | FS   |
| Filipinas   | FS   | FS   | FS   | FS   | FS   | FS   | NSC  | SF   | SF   | SF   | FS   | SF   |
| Singapura   | FS   | 1º   | FS   | FS   | 1º   | 1º   | SF   | GS   | 1º   | FS   | FS   | FS   |
| Timor-Leste | NP   | NP   | NP   | NP   | GS   | NSC  | NSC  | NSC  | NSC  | NSC  | NSC  | FS'  |
| Tailândia   | 1º   | 4º   | 1º   | 1º   | FS   | 2º   | 2º   | FS   | 2º   | 1º   | 1º   | SF   |
| Vietnã      | 3º   | 2º   | 4º   | 3º   | FS   | SF   | 1º   | SF   | FS   | SF   | SF   | 1º   |

Legenda
NP = Não Participou
NSC = Não se Classificou
FS = Fase de Grupos
SF = Semi Final (Desde a edição de 2007, não há disputa do terceiro lugar)
TBD = A ser determinado

### Quadro de medalhas
| Seleção   | Títulos                                      | Vices                                  | 3º lugar/Semifinal                           | 4º lugar |
| --------- | -------------------------------------------- | -------------------------------------- | -------------------------------------------- | -------- |
| Tailândia | 7 (1996, 2000, 2002, 2014, 2016, 2018, 2022) | 4 (2007, 2008, 2012, 2024)             | 1 (2018)                                     | 1 (1998) |
| Singapura | 4 (1998, 2004, 2007, 2012)                   | -                                      | 3 (2008, 2020, 2024)                         | -        |
| Vietnã    | 3 (2008, 2018, 2024)                         | 2 (1998, 2022)                         | 7 (1996, 2002, 2007, 2010, 2014, 2016, 2020) | 1 (2000) |
| Malásia   | 1 (2010)                                     | 3 (1996, 2014, 2018)                   | 5 (2000, 2004, 2007, 2012, 2022)             | 1 (2002) |
| Indonésia | -                                            | 6 (2000, 2002, 2004, 2010, 2016, 2020) | 3 (1998, 2008, 2022)                         | 1 (1996) |
| Filipinas | -                                            | -                                      | 5 (2010, 2012, 2014, 2018, 2024)             |          |
| Myanmar   | -                                            | -                                      | 1 (2016)                                     | 1 (2004) |
| Total     | 15                                           | 15                                     | 24                                           | 5        |

* Semi Final (Desde a edição de 2007, não há partida para disputa do terceiro lugar)

## Artilheiros
| Ano  | Jogador                                    | Gols |
| ---- | ------------------------------------------ | ---- |
| 1996 | Netipong Srithong-in                       | 7    |
| 1998 | Myo Hlaing Win                             | 4    |
| 2000 | Gendut Donny Christiawan Worrawoot Srimaka | 5    |
| 2002 | Bambang Pamungkas                          | 8    |
| 2004 | Ilham Jaya Kesuma                          | 7    |
| 2007 | Mohd Noh Alam Shah                         | 10   |
| 2008 | Budi Sudarsono Agu Casmir Teerasil Dangda  | 4    |
| 2010 | Mohd Safee Mohd Sali                       | 5    |
| 2012 | Teerasil Dangda                            | 5    |
| 2014 | Mohd Safiq Rahim                           | 6    |
| 2016 | Teerasil Dangda                            | 6    |

### Mais gols marcados
| Jogadores                                      | Gols |
| ---------------------------------------------- | ---- |
| Noh Alam Shah                                  | 17   |
| Teerasil Dangda Worrawoot Srimaka Lê Công Vinh | 15   |
| Lê Huỳnh Đức                                   | 14   |
| Kurniawan Dwi Yulianto                         | 13   |
| Bambang Pamungkas Kiatisuk Senamuang           | 12   |
| Agu Casmir                                     | 11   |
| Khairul Amri                                   | 10   |
| Safee Sali Indra Putra Mahayuddin              | 9    |
| Ilham Jaya Kesuma Zaenal Arif                  | 8    |

## Melhor jogador
| Ano    | Jogador              |
| ------ | -------------------- |
| 1996   | Zainal Abidin Hassan |
| 1998   | Nguyen Hong Son      |
| 2000   | Kiatisuk Senamuang   |
| 2002   | Therdsak Chaiman     |
| 2004   | Lionel Lewis         |
| 2006/7 | Noh Alam Shah        |
| 2008   | Dương Hồng Sơn       |
| 2010   | Firman Utina         |
| 2012   | Shahril Ishak        |
| 2014   | Chanathip Songkrasin |
| 2016   | Chanathip Songkrasin |

## Pontuação total
Nota: Os jogos que terminaram no tempo extra ou nos pênaltis são todos tratados como empate, não importa o resultado.
| Seleção     | Pts | J  | V  | E  | D  | GP  | GC  | SG   |
| ----------- | --- | -- | -- | -- | -- | --- | --- | ---- |
| Tailândia   | 134 | 11 | 40 | 14 | 9  | 141 | 55  | +86  |
| Indonésia   | 99  | 11 | 29 | 12 | 17 | 145 | 83  | +62  |
| Vietnã      | 99  | 11 | 28 | 15 | 14 | 121 | 68  | +53  |
| Singapura   | 92  | 11 | 26 | 14 | 12 | 95  | 49  | +46  |
| Malásia     | 87  | 11 | 25 | 12 | 20 | 101 | 65  | +36  |
| Myanmar     | 45  | 11 | 12 | 9  | 20 | 63  | 86  | -23  |
| Filipinas   | 25  | 10 | 6  | 7  | 26 | 28  | 92  | -64  |
| Laos        | 11  | 10 | 2  | 5  | 26 | 26  | 129 | -103 |
| Camboja     | 6   | 6  | 2  | 0  | 20 | 19  | 92  | -63  |
| Brunei      | 3   | 1  | 1  | 0  | 3  | 1   | 15  | -14  |
| Timor-Leste | 0   | 1  | 0  | 0  | 4  | 2   | 18  | -16  |